# Carlito Rocha
Carlos Martins da Rocha, ou plus simplement Carlito Rocha (1894-1981), est un homme brésilien lié au football.

## Biographie
Il fut notamment champion de l'État de Rio de Janeiro en tant que joueur en 1912, en tant qu'entraîneur en 1935 et en tant que président en 1948 avec le Botafogo FR.
Né en 1894, année de la fondation du Club de Regatas Botafogo, il défendit dans sa jeunesse les couleurs du Botafogo Football Club. Sa carrière s'arrête le 7 septembre 1918, lorsque, victime d'une pneumonie et avec une fièvre intense, il entra néanmoins en jeu, ce qui provoqua un coma et une longue période de convalescence.
Il fut président du Botafogo de 1948 à 1951, menant l'équipe à la victoire dans le championnat de Rio de 1948. Il fut l'instigateur de nombreuses croyances et superstitions des botafoguenses. Il fit d'un petit chien, le célèbre Biriba, une mascotte du club.
En 2018, le journaliste Rafael Casé publie une biographie de Carlito Rocha, Somos Todos Carlito. Histórias, Crendices e Superstições de Um Homem que Amava o Botafogo.